# Grabianów
Grabianów – wieś w Polsce położona w województwie mazowieckim, w powiecie siedleckim, w gminie Siedlce. Ma status sołectwa. Leży 5 km na południe od Siedlec.
Wieś szlachecka położona była w drugiej połowie XVI wieku w ziemi łukowskiej województwa lubelskiego. W latach 1975–1998 miejscowość administracyjnie należała do województwa siedleckiego.
W odległości 1 km od Grabianowa przebiega droga krajowa nr 63 Węgorzewo - Sławatycze. Bezpośrednio na południe znajduje się obwodnica Siedlec, leżąca w ciągu drogi krajowej nr 2.
Wierni Kościoła rzymskokatolickiego należą do parafii św. Jana Pawła II w Siedlcach.
W Grabianowie urodził się Lucjan Koć żołnierz Batalionów Chłopskich.

## Historia
Pierwsza pisemna wzmianka o miejscowości pochodzi z 1471 - Grabianów jest wymieniony jako jedna z wsi wchodzących w skład nowo erygowanej parafii w Pruszynie. W pierwszej połowie XVI w. Grabianów znalazł się w posiadaniu właścicieli Siedlec - Gniewoszów-Siedleckich. Od 1532 wszedł w skład nowo utworzonej parafii siedleckiej. W następnych stuleciach Grabianów stanowił prywatną własność kolejnych właścicieli Siedlec.
W 1827 liczył 18 domów i 135 mieszkańców. W 1881 miał 25 domów i 225 mieszkańców.